# Новопышминское
Новопышми́нское — село в городском округе Сухой Лог Свердловской области России.

## Географическое положение
Село Новопышминское расположено в 12 километрах (по автодороге в 15 километрах) к востоку-юго-востоку от города Сухого Лога, на правом берегу реки Пышмы, напротив устья её левого притока — реки Сергуловки. Климатические условия местности для здоровья благоприятны; почва чернозёмная, но местам глинистая и песчаная.

## История
В 1657 -1658 годах Невьянский Спасо-Богоявленский монастырь царским указом получил право владеть землями по реке Пышме. Двор Невьянского монастыря показан на чертеже города Верхотурья (1699-1700 гг.) Семёна Ремезова. Находился на реке Пышме в устье реки Кунары.
В августе 1662 года кочевники в ходе Башкирского восстания, разорили Пышминскую деревню Невьянского монастыря. Строитель Невьянского монастыря старец Давид: «Побил в походе воровских татар человек с двести; а под Катайским острогом побили воровских татар на приступе человек 50». Очевидно, что бои эти проходили в степях между Пышмой и Исетью. Возможно, Давид пытался отбить пленённых монастырских людей.
Острог новой Пышминской слободы, построенный в 1680 г на месте заимки Тобольского архиирейского дома на правом берегу Пышмы (на прибрежном уклоне  ниже 300-500 метрами устья реки Брусянки), в 1684 г был перенесен в левобережье Пышмы (ниже устья реки Сергуловки). Туда же перемещена иная слободская инфраструктура, которая, с совокупностью крестьянских дворов, образовала поселение Новопышминской слободы. К началу 18-го века там существовала церковь во имя Архангела Михаила. Предположение о том, что острог размещался на Архангельской горе (900 м ниже устья р. Сергуловки) согласуется со всеми известными данными – документальными, картографическими, топонимическими. В Новопышминской слободе служило 15 беломестных казаков. До 1703 года Новопышминская слобода входила в состав Верхотурского уезда, после перешла в состав Тобольского уезда.
По переписи 1710 года в Новопышминском насчитывалось 60 дворов, из них 3 двора были тобольских детей боярских Михайло Савина сына Беклимишева, Пимина Федорова сына Томилова и Ивана Федорова сына Томилова. Также в переписи указано что 10 жителей были записаны в солдаты по наборы стольника Ивана Фомича Бибикова.
На слиянии рек Сергуловки и Пышмы в 1719-1762 годах действовал винокуренный завод тобольского купца Степана Третьякова, где варили пиво, изготавливали ржаную и анисовую водку, ягодные наливки. Продавался местный алкоголь на Ирбитской ярмарке.
К середине 18-го века  поселение Новопышминской слободы разрослось и находилось на обоих берегах р. Сергуловки. В 1752 г здесь перестроен из часовни и освящен второй храм – во имя святого Николая Чудотворца. Вероятно, он стоял в правобережье  р. Сергуловки, так как в противоположной части слободы уже был Архангельский храм.
В конце 1760-х годов слободская инфраструктура переносится на правый берег Пышмы, против устья р. Сергуловки – на земли ликвидированного Невьянского монастыря. В 1768 г там построен деревянный Архангельский храм. Старый левобережный одноимённый храм вероятно к тому времени обветшал.
К концу 18-го века северная часть поселения Новопышминской слободы стала обособляться в с. Поваренное (Поварнинское). К середине 19-го века (под воздействием административной реформы)  правобережная часть слободы именовалась селом Новопышминским, а левобережная – селом Поваренным.
В XIX веке большой популярностью пользовалась устраиваемая 3 раза в год ярмарка.
В 1891 году было начато строительство земской больницы, которое было завершено в 1896 году. Первым врачом стал Селиванов Андрей Вениаминович (1863-1929, Харбин), проработавший до 1906 года, по его инициативе в 1897 году появились ясли, разместившиеся в здании школы. Среди земских врачей были в 1918 году Соколов Михаил Петрович, в будущем министр здравоохранения Уральского областного правительства, в 1919 году Борис Николаевич Пашков, в годы Великой Отечественной войны начальник эвакогоспиталя 3108, депутат Верховного Совета РСФСР и многие другие.
В начале XX века главным занятием жителей было земледелие, а подсобным — добыча асбеста, железной руды и белой глины и перевозка руды на Ирбитский завод, белой глины — на ближайшую железнодорожную станцию.
В начале XX века в селе работала одноклассная министерская школа.
7-8 мая 1918 года состоялся "кулацкий мятеж" в ходе которого были арестованы местные большевики во главе с председателем местного совета Лескиным В.П., на следующий день мятеж был подавлен отрядом Красной гвардии.
В июле 1918 года в богатое волостное село Новопышминское был послан штаб-ротмистр А.Н. Ленков, где вместе со становым приставом Алферовым с одобрения крестьянского схода мобилизовал около двухсот человек, которые приняли активное участие в борьбе с красными.
В декабре 2004 года был обустроен и освящен родник Никольский Источник.

## Михаило-Архангельская церковь
Первый храм в селе был заложен деревянным в конце XVII века; второй, тоже деревянный, — в 1768 году. В 1796 году был построен каменный храм, в котором придел в честь мученицы Параскевы был освящен в 1810 году, а главный храм в честь архангела Михаила был освящен в 1822 году. В 1864 году вокруг храма была устроена каменная ограда с железными решетками в мраморных столбах. В начале XX века причт состоял из священника, диакона и псаломщика, для помещения которых имелось три деревянных дома. Придел во имя святого Николая, архиепископа Мирликийского освящен после 1915 года. А в 1922 году из храма было изъято 16,1 килограмм серебра, в 1934 году был запрещён звон, и в 1935 году церковь была закрыта. В советское время в здание располагалось авторемонтное предприятие, не были разрушены колокольня и купол. В настоящее время храм находится на частной территории авторемонтного предприятия, храм не восстанавливается.
Церковь, возведенная на краю села, являет собой позднее петровское барокко на Урале, пристройки оформлены в духе эклектики.

## Население
| 2002 | 2010  |
| ---- | ----- |
| 2218 | ↗2255 |

## Достопримечательности
Мемориальный комплекс «Они отдали жизнь за Родину» на ул. Ленина